# Laoyingpan Shuiku
Laoyingpan Shuiku är en reservoar i Kina. Den ligger i provinsen Jiangxi, i den sydöstra delen av landet, omkring 240 kilometer söder om provinshuvudstaden Nanchang. Laoyingpan Shuiku ligger 150 meter över havet. Arean är 2,1 kvadratkilometer. I omgivningarna runt Laoyingpan Shuiku växer i huvudsak blandskog. Den sträcker sig 2,6 kilometer i nord-sydlig riktning, och 3,4 kilometer i öst-västlig riktning.
Genomsnittlig årsnederbörd är 1 988 millimeter. Den regnigaste månaden är maj, med i genomsnitt 312 mm nederbörd, och den torraste är oktober, med 25 mm nederbörd.